# Batman: Under The Red Hood
Batman: Under The Red Hood (Batman: El Misterio de Capucha Roja en Latinoamérica y Batman: Capucha Roja en España, es una película de animación de 2010 dirigida por Brandon Vietti, basada en las historias Batman: Una muerte en la familia y Batman: Bajo la capucha.
La edición en DVD y Blu-ray incluyen el cortometraje animado Jonah Hex, DC Showcase: Jonah Hex.
En 2020, se lanzó una secuela espiritual, titulada Batman: Death in the Family, nuevamente dirigida por Brandon Vietti.

## Argumento
En una casa solariega en Sarajevo, Ra's al Ghul con tristeza se da cuenta de su error al aliarse con el Joker, mientras que su asistente le informa que el Joker ha capturado a Robin (Jason Todd, segundo Robin). En un almacén, el Joker golpea brutalmente a Jason con una palanca de hierro, mientras que Batman se dirige hacia allí. Joker luego sale del almacén dejando moribundo y malherido a Robin. A pesar de que intenta escapar, un explosivo colocado por el Joker destruye el edificio, matando a Jason en el proceso. Batman después de llegar al edificio destruido, encuentra el cuerpo sin vida de Robin, dándose cuenta de que ya es demasiado tarde para salvarlo. 
Cinco años después en la ciudad de Gotham, un hombre enmascarado conocido como Red Hood toma el mando del tráfico de drogas, garantizando a ocho prominentes capos del negocio la protección ante Batman y el señor del crimen, Máscara Negra, a cambio de dinero. Al inicio ellos declinan la oferta, pero Red Hood les arroja una bolsa llena con las cabezas de sus lugartenientes, logrando fácilmente cambiar su opinión. Por otra parte, Batman intercepta un camión robado que transporta a Amazo, un androide armado y peligroso, aunque Nightwing llega para ayudar a detenerlo. Los conductores revelan que están bajo las órdenes de Red Hood antes de ser asesinados por este. Batman lo persigue y, finalmente, termina en la planta química en la que fue creado el Joker, donde Red Hood se enfrenta a él y comenta que es el lugar donde Batman tuvo su primer gran fracaso. Red Hood entonces logra escapar.
Después, Batman y Nightwing interrogan al Joker en Arkham Asylum para obtener información, pero el payaso solamente se burla de ellos con la muerte de Jason y niega su implicación. Enfurecido por su androide robado, Máscara Negra intenta acabar con Red Hood, que rápidamente secuestra otro cargamento de armas, pero sus planes son desbaratados por Batman y Nightwing. Durante una persecución por los tejados de la ciudad, Red Hood muestra unas habilidades físicas increíbles, más allá de las de un criminal regular y perturbadoramente similares a las de Batman y Nightwing. Red Hood, a continuación, logra escapar por una estación de tren, donde explota una bomba. La explosión causa que Nightwing se lesione una pierna. De regreso a la Batcueva, Bruce envía a Nightwing a casa y luego descubre que Red Hood conoce su identidad secreta. 
Bruce también recuerda que Jason utilizaba ese tipo de maniobras de escape y también recuerda que se volvió más violento e impulsivo a medida que se hacía mayor. En las calles, Red Hood es atacado por La Temible Mano de Cuatro, un grupo de cuatro sicarios que habían sido contratados por Máscara Negra como parte de sus esfuerzos para acabar con Red Hood. Esto llama la atención de Batman, y juntos logran incapacitar a tres miembros, mientras que el cuarto es asesinado por Red Hood. Cuando Batman se enfrenta a él sobre lo que hizo, Red Hood insiste en que está llevando a cabo lo que el Caballero oscuro no está dispuesto a hacer: matar a aquellos criminales que cruzan la línea. Batman le pregunta qué pasó con él y le ofrece su ayuda, pero es rápidamente rechazado y Red Hood escapa mencionando que esto es solo el principio. Luego Bruce usa una muestra de sangre de la batalla para confirmar que Red Hood es, en efecto, Jason Todd, quien regresó de entre los muertos. Mientras tanto, Red Hood dispara una granada propulsada por cohete a la oficina de Máscara Negra, y casi mata al señor del crimen. Llevado hasta el límite, Máscara Negra hace un trato con el Joker: él será liberado de Arkham a cambio de matar a Red Hood. 
Bruce después desentierra la tumba de Jason para verificar si es verdad que Jason sigue con vida, una vez abierta, ve el supuesto cadáver de Jason en el ataúd, Alfred cree que es Jason, pero es Bruce quien se da cuenta de inmediato que el cuerpo de Jason es falso. Enfurecido, por este descubrimiento, Bruce decide visitar a la única persona capaz de esto, Ra's al Ghul, para saber la verdad. Ra's revela que cinco años atrás, él contrató al Joker para distraer al Dúo Dinámico durante sus investigaciones sobre un ataque terrorista cometido por Ra's, pero el payaso secuestró y asesinó a Robin (cosa que Ra's vio como innecesario y sin motivo alguno). Intentando enmendar este error, Ra's decide no hacer más la guerra con Batman y en secreto trata de revivir a Jason en el Pozo de Lázaro, pero los resultados fueron desastrosos: Jason regresa de la tumba salvaje y peligroso y después de eso huye. Mientras tanto, el Joker secuestra a Máscara Negra y a sus asociados, todos ellos atados y amordazados, pero dejando a Máscara Negra libre para hablar, con intención de quemarlos vivos en un camión para llamar la atención de Red Hood. Red Hood revela su plan: intimidar a Máscara Negra para que libere al Joker, y así poder concertar una cita con el payaso. Mientras que el Joker procede a quemar vivos a sus rehenes, Batman logra salvar a los criminales, pero Red Hood logra capturar al Joker y escapar. 
Red Hood lleva al Joker a un apartamento abandonado y, a modo de venganza, golpea al Joker con una palanca de la misma forma que el Joker le hizo a él años atrás. A continuación, Batman se reúne con Red Hood en el Callejón del Crimen, donde lo encontró por primera vez cuando intentaba robar las ruedas del Batmóvil. Comienzan a pelear hasta terminar en una azotea, Red Hood se quita su Máscara y termina de confirmar que es Jason, que insiste en que es mejor vigilante debido a su buena voluntad para controlar el delito y para matar. Batman le dice que nunca será mejor de esa manera y la lucha continúa en el apartamento donde se encuentra el Joker. Cuando Jason apunta a Batman con una pistola, Batman expresa su sentimiento de culpa por no haberlo salvado a tiempo. Jason dice que lo perdona por no salvarlo, pero sigue enojado porque Batman deja que el Joker siga viviendo. Batman responde que siempre ha pensado todos los días en matar al Joker, pero no puede porque sabe que si cruza la línea y empieza a matar, nunca podrá detenerse. Insatisfecho con la respuesta, Jason le da a Batman una pistola y le da un ultimátum exigiendo que elija una opción: si Batman no mata al Joker lo hará Jason, pero si Batman no lo hace, tendrá que matar a Jason para impedir que lo haga él. Batman silenciosamente declina la participación: deja caer el arma, y se aleja de la escena. Dolido y herido, Jason apunta a su antiguo mentor por la espalda, pero Batman esquiva la bala y logra incapacitar a su antiguo aprendiz. Jason, derrotado y sin propósito, activa una bomba que destruirá todo el edificio. 
El Joker detiene a Batman momentáneamente ya que esto era lo que justamente quería. Batman deja inconsciente al Joker para tratar de salvar a Jason junto a él, pero la bomba detona en ese mismo instante, volando todo el edificio. Batman logra sobrevivir a la explosión para después encontrar al Joker atrapado y riendo entre los escombros, pero no puede encontrar a Jason. Después del incidente, un informe de la prensa revela que el Joker fue devuelto al Asilo de Arkham y Máscara Negra regresó a las calles después de haber pagado una fianza de un millón de dólares, aunque está bajo investigación por la liberación del Joker, Nightwing y Ra's al Ghul observan el informe, este último triste y melancólico por los acontecimientos provocados. En la Batcueva, Alfred le pregunta a Bruce si desea retirar el traje de Robin por lo que sucedió recientemente. Bruce se niega, diciendo que nada ha cambiado. Un flashback final muestra el primer día de Jason como Robin, y el joven Jason declara felizmente de que es el mejor día de su vida.

## Personajes principales
- Batman/Bruce Wayne
- Nightwing/Dick Grayson
- Red Hood/Jason Todd
- Alfred Pennyworth
- Joker
- Black Mask

## Banda sonora
| Track Listing |                           |          |  |
| N.º           | Título                    | Duración |  |
| 1.            | «A Death in the Family»   | 4:51     |  |
| 2.            | «Main Titles»             | 2:43     |  |
| 3.            | «Mob Boss Meeting»        | 1:47     |  |
| 4.            | «Amazo»                   | 4:21     |  |
| 5.            | «Batwing»                 | 3:15     |  |
| 6.            | «Batmobile to Arkham»     | 0:50     |  |
| 7.            | «Interrogation»           | 1:19     |  |
| 8.            | «Rooftop Chase»           | 4:21     |  |
| 9.            | «Flashback»               | 2:19     |  |
| 10.           | «Black Mask Strikes Back» | 1:17     |  |
| 11.           | «Techno Ninjas»           | 5:41     |  |
| 12.           | «Break Out»               | 2:14     |  |
| 13.           | «Deal with the Devil»     | 0:48     |  |
| 14.           | «Ra's Story»              | 5:47     |  |
| 15.           | «The Bridge»              | 5:12     |  |
| 16.           | «Final Confrontation»     | 4:44     |  |
| 17.           | «The Choice»              | 2:16     |  |
| 18.           | «End Titles»              | 3:34     |  |

## Recepción
Como otras películas animadas originales de DC Comics, Batman: Under The Red Hood ha recibido muy buenas críticas. La primera reseña aparecida en la página web The World's Finest da al film una respuesta favorable en general. IGN dio una reseña positiva calificando la película con un 8 de 10 concluyendo «los fanáticos del cómic y del personaje no estarán decepcionados». En IMDb, el filme cuenta con una puntuación de 8.